# Operador (genética)

operão lac com o operador a vermelho. O operador funciona como um interruptor de ligar/desligar para a atividade do operão. 1: RNA polimerase, 2: Repressor, 3: Promotor, 4: Operador, 5: Lactose, 6: lacZ, 7: lacY, 8: lacA.
Para cima: Operão desativado. O repressor está ligado ao operador.
Para baixo: O operão está activado. O repressor não se liga ao operador e a RNA polimerase pode atuar, uma vez que o repressor é inibido pela presença de lactose.

Em genética, um operador é um segmento de ADN ao qual se liga uma proteína fator de transcrição, que regula a expressão genética em bactérias e faz parte de um operão. Foi classicamente definido no operão lac  como um segmento de ADN localizado entre o promotor e o genes estruturais do operão. A presença de uma molécula proteica repressora bloqueia fisicamente a ligação da RNA polimerase ao promotor e a transcrição dos genes. Uma proteína indutora pode deslocar o repressor do sítio do operador, o que faz com que o operão se torne desinibido.
Na regulação do operão lac, para além do operador "principal", denominado O1, localizado entre o promotor e os genes estruturais, descobriu-se recentemente que estão também envolvidos dois operadores "menores" adicionais, designados por O2 e O3.  O operador O3 está localizado no final do gene lacI e o O2 está localizado 400 pares de bases a jusante, no início de lacZ. No modelo atual, o repressor liga-se a todos os três simultaneamente, sendo que os operadores mais pequenos aumentam a afinidade do repressor pelo operador maior.